# Haby
Haby er en kommune og en by i det nordlige Tyskland, beliggende i Amt Hüttener Berge i den østlige del af Kreis Rendsborg-Egernførde. Kreis Rendsborg-Egernførde ligger i den centrale del af delstaten Slesvig-Holsten.

## Geografi
Haby ligger omkring 14 km nordøst for Rendsborg og 8 km sydvest for Egernførde øst for Vittensø. Mod vest går Bundesstraße 203 fra Rendsborg mod Egernførde.
I kommunen ligger ud over Haby landsbyerne og bebyggelserne Lehmsiek, Stillbek, Ropahl og Quellental.